# Pastoor-arrest
Het Pastoor-arrest (HR 14 februari 1916, NJ 1916/681), is een arrest van de Hoge Raad der Nederlanden dat betrekking heeft op het verschil tussen uitlokken en doen plegen.

## Casus
Een pastoor runde een kleine school waar lessen werden gegeven in lokalen die niet waren goedgekeurd voor het aantal kinderen dat daar zangles kreeg. De pastoor werd beschuldigd van het laten uitvoeren van onderwijs aan te veel kinderen in deze afgekeurde lokalen. De keuze voor de aanklacht "doen plegen" kwam voort uit het feit dat de pastoor zelf geen onderwijs gaf, maar hiervoor twee onderwijzeressen had ingehuurd die het onderwijs verzorgden.

## Rechtsvraag
Is er sprake van doen plegen of uitlokking (de laatste) 

## Procesgang
De pastoor wist dit met succes aan te vechten. Bij "doen plegen" was het noodzakelijk dat de pleger een willoos werktuig in handen van de deelnemer is, en dat kon van de onderwijzeressen niet worden gezegd. De Hoge Raad gaf hem gelijk, en meende dat "doen plegen" niet van toepassing kan zijn als degene die het delict pleegt zelf strafrechtelijk verantwoordelijk is. Ook stelde de Hoge Raad vast dat "doen plegen" de voorwaarde kent dat degene die de gedraging pleegt niet zelf gestraft kan worden. De Hoge Raad meende dus dat hoewel het vertoonde gedrag ongetwijfeld laakbaar was, het tenlastegelegde niet was bewezen. Er was geen sprake van doen plegen, maar van uitlokking. 